# Вадиче
Вадиче (словен. Vadiče) — поселення в общині Тржич, Горенський регіон, Словенія. Висота над рівнем моря: 527,3 м.